# Pont-Péan
Pont-Péan (bretonisch: Pont-Pagan) ist eine französische Gemeinde mit 4289 Einwohnern (Stand: 1. Januar 2022) im Département Ille-et-Vilaine in der Region Bretagne. Sie gehört zum Arrondissement Rennes und zum Kanton Bruz.
Die Einwohner werden Pontpéannais genannt.

## Geographie
Pont-Péan liegt etwa zwölf Kilometer südlich von Rennes an der Seiche.
Durch die Gemeinde führt die frühere Route nationale 137 von Rennes nach Nantes.

### Nachbargemeinden
Umgeben ist Pont-Péan von den Nachbargemeinden Chartres-de-Bretagne im Norden, Noyal-Châtillon-sur-Seiche im Nordosten, Saint-Erblon im Osten, Orgères im Südosten, Laillé im Südwesten sowie Bruz im Westen.

## Geschichte
1986 wurde die Gemeinde aus der Gemeinde Saint-Erblon herausgelöst.

### Bevölkerungsentwicklung
| 1962                       | 1968 | 1975 | 1982 | 1990 | 1999 | 2006 | 2017 |
| -------------------------- | ---- | ---- | ---- | ---- | ---- | ---- | ---- |
|                            | 1355 | 1287 | 1565 | 2011 | 3213 | 3635 | 4463 |
| Quellen: Cassini und INSEE |      |      |      |      |      |      |      |

## Gemeindepartnerschaft
Mit der irischen Gemeinde Muine Bheag im County Carlow besteht seit 1999 eine Gemeindepartnerschaft.

## Sehenswürdigkeiten
- Kirche Saint-Melanie (alte Kapelle der Mine)
- Galenit-, Blei- und Zinkmine von Pont-Péan, 1730 eröffnet, nachdem bereits 1628 die Bleivorkommen entdeckt worden waren, 1932 geschlossen, Monument historique seit 1985

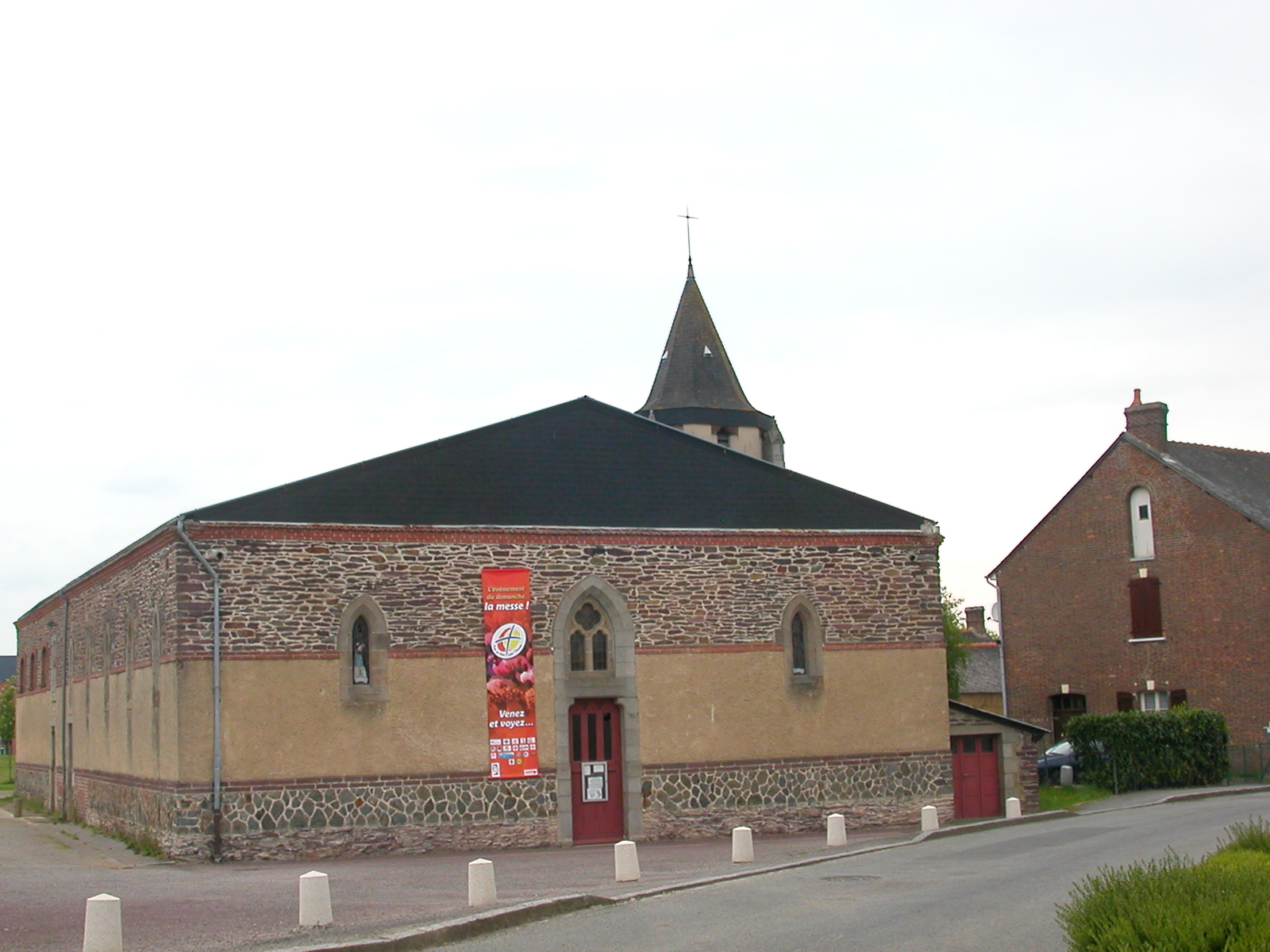
Kirche Saint-Melanie